# 니콜 셰르징거
니콜 셰르징거(Nicole Scherzinger, 1978년 6월 29일 ~ )는 미국의 가수, 댄서, 배우, 작사가이다. 걸 그룹인 푸시캣 돌스의 멤버이다.
셰르징거는 한때 미국의 그룹 에덴스 크러쉬의 멤버였다. 그룹이 해체된 이후 푸시캣 돌스에 합류했고 대중적인 가수가 됐다. 지금까지 푸시캣 돌스는 PCD와 2집 Doll Domination 두 개의 음반을 발매했다. 셰르징거는 2010년 미국의 인기 프로그램 《댄싱 위드 더 스타》 시즌10에 출연하여 승리를 거두었다.

## 생애와 음악 활동

### 젊은 시절
니콜 셰르징거는 1978년 6월 29일에 하와이주 호놀룰루에서 태어났다. 부친이 알폰소 발리엔테의 후손으로 필리핀계, 모친은 하와이와 러시아 계통이다. 그래서 필리핀+하와이+러시아라는 특이한 혈통이다. 셰르징거는 인터뷰 중, "나는 필리핀, 러시아, 하와이 혈통이지만, 다들 내가 파키스탄 출신인 줄 안다."라고 말한 적이 있다. 어머니 로즈메리는 셰르징거가 출생당시 18살이었고 도심 근처에서 살았다. 아기였을 때 친부모가 이혼했고 여섯 살 때 어머니가 독일계 미국인 게리 셰르징거와 재혼해 양아버지가 됐으며 여동생이 한 명 있다. 셰르징거 가족들은 켄터키주 루이빌로 이사해 고생을 좀 했다.
가톨릭교를 믿는 엄격한 가정에서 살았다. 이후 중학교 입학을 하였으며, 어머니가 많은 지원을 해준 덕에 가수의 꿈을 키워갈 수 있었다. 셰르징거는 루이빌의 각종 공연, 행사에 다니며 경력을 쌓아갔다. 1999년 록 밴드 Days of the New에서 새로운 배킹 보컬을 찾는다는 것을 알았고 결국 합류하게 됐다.

### 에덴스 크러쉬와 푸시캣 돌스

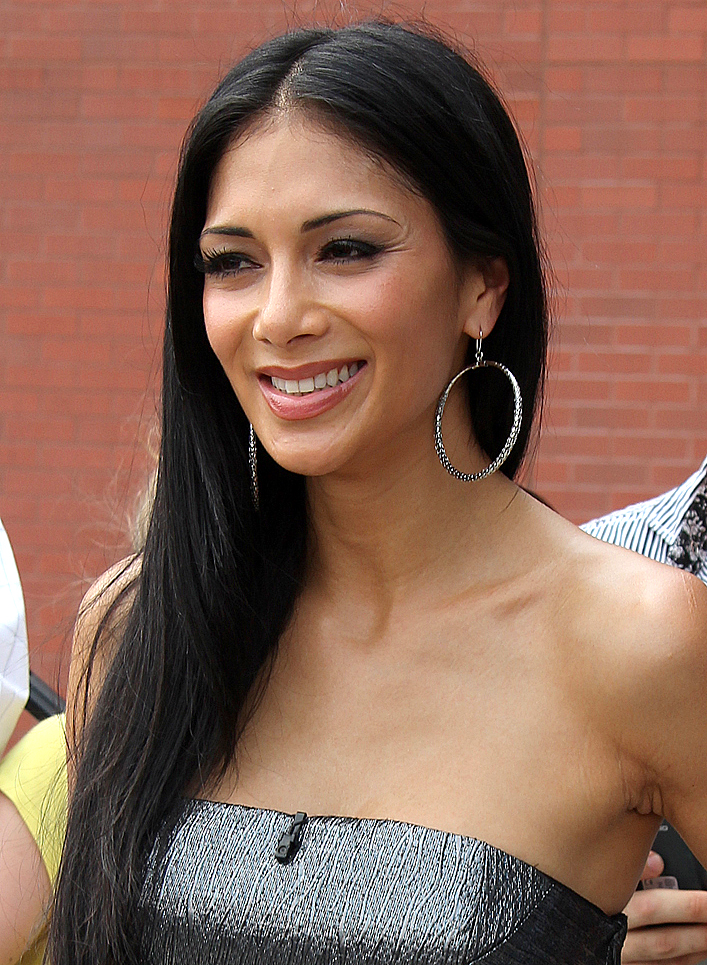
2011년 X Factor 녹화 중의 셰르징거.

1999년 Days of the New와 함께 녹음을 하며 그곳에서 두 번째 음반을 발매하였다.
2001년 WB의 텔레비전쇼 Popstars에 출연하여 소녀 팝 그룹 에덴스 크러쉬의 한 자리를 놓고 경쟁하여 차지하고 그룹에서 메인 보컬이 되었다. 에덴스 크러쉬는 2001년 미국에서의 싱글 "Get Over Yourself (Goodbye)"를 발매하였고 빌보드 핫 100에서 상위 10위권 안에 드는 등 좋은 반응을 얻었다.이들은 제시카 심슨과 엔싱크의 지원을 받기도 하였다. 이 후 두 번째 싱글 음반 "Love This Way"가 선정되었으나, 레코드 회사의 문제로 인하여 결국 이들은 해산하게 되었다. 에덴스 크러시의 해산 후, 2003년 셰르징거는 예명인 니콜 케어(Nicole Kea)를 사용하며 영화 《첫 키스만 50번째》의 사운드트랙 "Breakfast in Bed"를 부르며 여러 솔로활동을 하기도 했다. 이후에도 여러 밴드, 오케스트라 등에 오가며 활동을 했다.
2003년 푸시캣 돌스가 대중적 음악 그룹으로 전환될 시기 셰르징거는 푸시캣 돌스에 합류한다. 이 기회는 셰르징거에게 인생의 전환점을 가져다준다. 이후 푸시캣 돌스에서 "Don't Cha", "Buttons", "Stickwitu" 3개의 싱글 모두가 미국에서 상위 10위권에 들며 인기를 얻었고 2집의 타이틀곡 "When I Grow Up"까지 히트하며 전 세계 정상의 걸 그룹으로 자리잡았다. 1집 PCD은 2006년 더블 플래티넘 인증을 받았다. 셰르징거는 이 그룹에서 리드 싱어로 거의 모든 파트를 혼자 소화하였으며 카밋 버처와 멜로디 숀튼이 뒷받침을 해줬다.

### 솔로 데뷔Killer Love
셰르징거의 새 싱글 "Poison"을 2010년 10월 14일 셰르징거의 공식 웹 사이트 및 유튜브에 공개를 했다. 이후 "Poison"은 공식적으로 2010년 11월 29일 발매되었다. 니콜은 이 곡의 뮤직비디오에서 도발적인 의상을 입고 화려한 춤실력을 뽐냈다. 2011년 3월 13일에는 두 번째 싱글 "Don't Hold Your Breath"를 발매해 영국 싱글 차트 1위로 데뷔했다. 그리고 2011년 3월 21일 니콜의 첫 솔로 데뷔 음반 Killer Love를 발매했고, 이 음반은 영국에서 첫 주 19,700만 장을 팔아 영국 음반 차트에서 8위로 데뷔했다. 영국에서 현재까지 200,000장을 팔아 골드 인증을 받았다. 2012년에는 몇몇 노래를 더 추가해 미국에서 발매됐다.

## 음반 목록
- Killer Love (2011)
- Big Fat Lie (2014)

## 작품 목록
- 맨 인 블랙 3
- 모아나
- 모아나 2 - 시나 역 (목소리)